# موردة إشليمة

قرية موردة إشليمة هي إحدى القرى التابعة لمركز إيتاي البارود في محافظة البحيرة في جمهورية مصر العربية حسب إحصاءات سنة 2006، بلغ إجمالي السكان في مورده إشليمة 3500 نسمة، منهم 1800 رجل 1700 امرأة.